# Wagner Lopes
Wagner Lopes (japonsko 呂比須 ワグナー), brazilsko-japonski nogometaš in trener, * 29. januar 1969, Franca, Brazilija.
Za japonsko reprezentanco je odigral 20 uradnih tekem.